# Pseudofongs
Els pseudofongs (Pseudofungi) són protists fungoides o floridures que se semblen els fongs veritables però que realment no n'estan emparentats, atès que són heteroconts Tenen dos grups principals que són multicel·lulars: oomicets i hipoquitridiomicets, els quals com els fongs veritables, són heteròtrofs, osmòtrofs i formen hifes o filaments micelials, per`a diferència d'ells les seves parets contenen cel·lulosa. Es consideren algues heteròtrofes que en l'evolució, haurien perdut els seus cloroplasts.
Formen zoòspora heterocontes, tenen mitocondris amb crestes tubulars i és un grup monofilètic.
Antigament es classificaven en el taxon obsolet Mastigomycotina junt amb els fongs quitridiomicets. Com a grup es van anomenar primer Heterokontimycotina en 1976 y luego Pseudofungi.

## Origen
Es considera que provenen d'alguess cromòfites unicel·lulars. Les relacions entre grups són les següents:
| (unicel·lular)   | Developayella                                                       |
|                  | Developayella                                                       |
| (multicel·lular) | \| \| Oomycetes \| \| \| \| \| \| Hyphochytridiomycetes \| \| \| \| |
|                  | \| \| Oomycetes \| \| \| \| \| \| Hyphochytridiomycetes \| \| \| \| |
|                  | Oomycetes                                                           |
|                  |                                                                     |
|                  | Hyphochytridiomycetes                                               |
|                  |                                                                     |

|  | Oomycetes             |
|  |                       |
|  | Hyphochytridiomycetes |
|  |                       |